# Mike Jones (Jazzpianist)

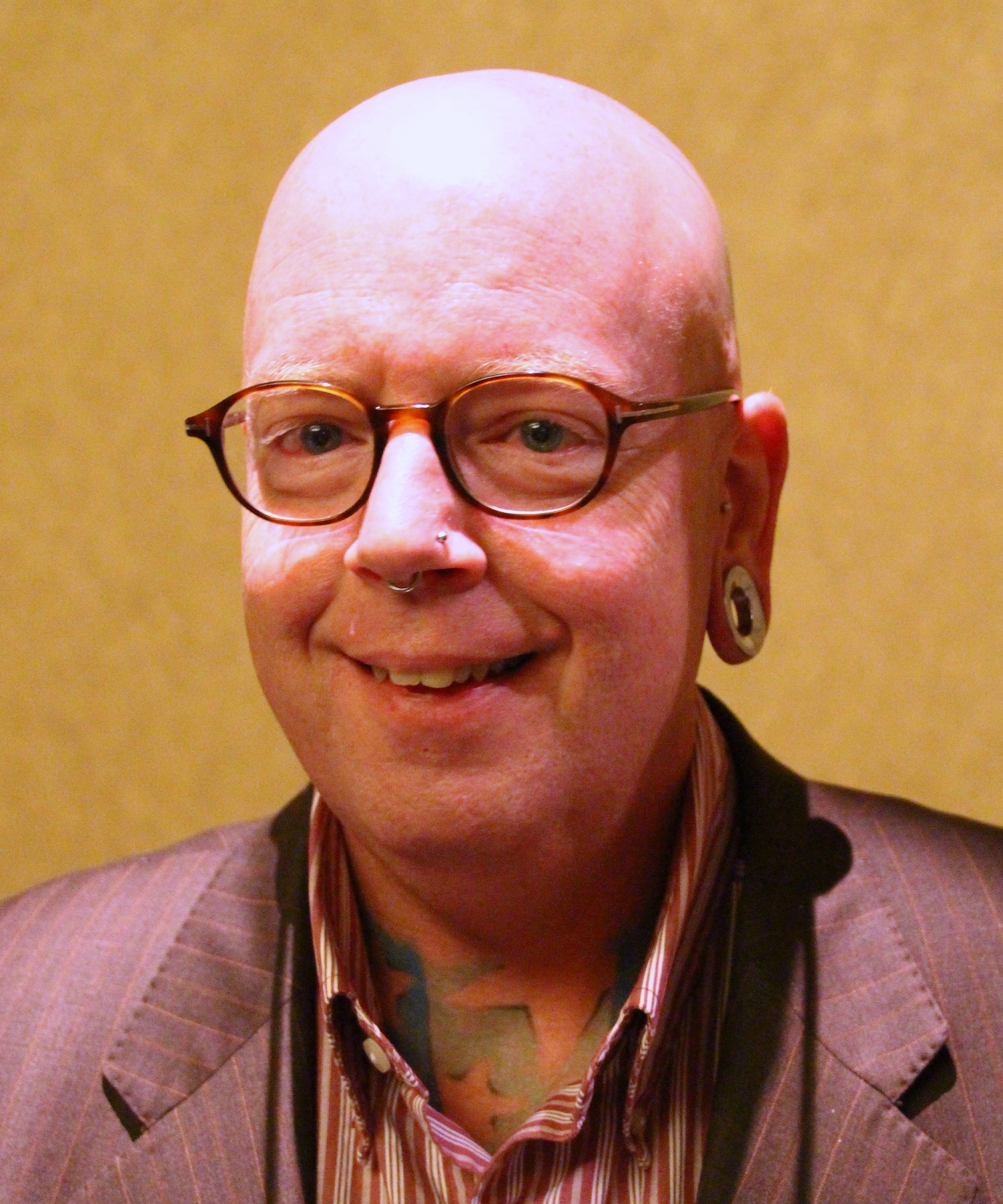
Mike Jones 2013

Mike Jones (* 11. August 1962) ist ein US-amerikanischer Jazzpianist, dessen Stride- und Swing-orientiertes Spiel von Mike McKenna beeinflusst ist.

## Leben und Wirken
Mike Jones begann mit zehn Jahren professionell aufzutreten. Auf Anraten von Oscar Peterson studierte er dann 1981–86 an der Berklee School of Music in Boston. Dort trat er mit Herb Pomeroy, Dick Johnson und Gray Sargent. Ab dieser Zeit arbeitete er zunächst als Studiomusiker in der Nancy Merrill Show, eine tägliche TV-Show des Senders CBS. Jones trat mehrere Jahre in Jazzclubs im Nordosten der USA auf, wie im Zinno und Toast in New York City, sowie im Scullers und in der Regatta Bar in Boston. 1993 legte er bei Chiaroscuro Records sein Debütalbum Oh! Look at Me Now! vor, auf dem Jones solistisch Standards wie „Cocktails for Two“, „Please Don't Talk About Me When I'm Gone“ und „You and the Night and the Music“ interpretierte. 1997 folgte Live at Steinway Hall, 2001 entstand in Las Vegas Stretches Out,  in Triobesetzung 2003 in Chicago Live at the Green Mill (mit Kelly Sill und Tim Davis).  Ab 2002 arbeitete in Las Vegas, wo er seitdem mit dem Zauberkünstler- und Komiker-Duo Penn & Teller auftritt.
In den 2010er-Jahren entstanden zwei Trio-Produktionen für Capri Records, Plays Well With Others (2012, mit Mike Gurrola und Jeff Hamilton) sowie Roaring (2015, mit Katie Thiroux und Matt Witek), auf dem er Jazztitel der 1920er-Jahre wie „If I Had You“ „I'll See You in C-U-B-A“ und „Yes Sir, That’s My Baby“ interpretierte. Außerdem spielte er mit Keter Betts (Live at the East Coast Jazz Festival 2000) und Laurie Bordonaro. Im Bereich des Jazz war er von 1993 bis 2015 an zehn Aufnahmesessions beteiligt.